# Taurhynchus flavipennis
Taurhynchus flavipennis là một loài ruồi trong họ Asilidae. Taurhynchus flavipennis được Macquart miêu tả năm 1846. Loài này phân bố ở vùng Tân nhiệt đới.